# Teatro Aimé Césaire
El Teatro Aimé Césaire (en francés: Théâtre Aimé Césaire antes Hôtel de ville de Fort-de-France) es un edificio de estilo neoclásico en el 116 de la calle Victor Sévère en Fort-de-France, Martinica en las Antillas Francesas. Ahora lberga el teatro Aimé Césaire pero antes tuvo otras funciones como un edificio oficial.
La construcción del Ayuntamiento de Fort-de-France comienza en 1884 en el sitio del antiguo Hospicio Civil de Saint -Victor, para sustituir a la Maison Commune que data de 1848 y está ubicado en la calle Victor Hugo. El trabajo del contratista Krous fue interrumpido por el gran incendio de la ciudad del 22 de junio de 1890 y el ciclón del 18 de agosto de 1891, siendo completado el 21 de septiembre de 1901, fecha de su inauguración.
El edificio alberga varias exposiciones y muestras, y pasó a llamarse Teatro Aimé Césaire el 30 de septiembre de 2009, en homenaje al poeta nativo del país que murió en abril de 2008. Fue declarado monumento histórico en 1979.